# Ермилов, Олег Михайлович
Олег Михайлович Ермилов (род. 1949) — советский и российский горный инженер, специалист в области геологии, геофизики, разработки газовых и газоконденсатных месторождений, профессор РГУ нефти и газа имени И. М. Губкина, академик РАН (2016).

## Биография
Родился 12 декабря 1949 года в городе Уфе.
В 1973 году — окончил Уфимский нефтяной институт по специальности «Технология и комплексная механизация разработки нефтяных и газовых месторождений», в 1995 году — окончил Академию народного хозяйства при Правительстве РФ по специальности «Экономика, организация и управление на госпредприятиях».
В 1979 году — защитил кандидатскую диссертацию в области технических наук, тема: «Методика расчета внедрения пластовой воды в газовую залежь с учетом неоднородности коллектора по проницаемости и геометрии фильтрационного потока».
В 1991 году — защитил докторскую диссертацию в области технических наук, тема: «Геотехнологические основы разработки крупных газовых месторождений Крайнего Севера».
В 1995 году — защитил кандидатскую диссертацию в области экономических наук, тема: «Экономические задачи повышения эффективности освоения газовых месторождений Крайнего Севера», УГНТУ (1995).
Профессиональная деятельность:
- помощник бурильщика в НГДУ «Чекмагушнефть» объединения «Башнефть» (1971)
- инженер по исследованию скважин, зав. сектором разработки газовых месторождений, начальник экспедиции в Северной комплексной научно-исследовательской экспедиции ТюменНИИгипрогаза (1973—1987)
- заместитель директора по научной работе Надымского филиала ТюменНИИгипрогаза (1988—1993)
- заместитель генерального директора по науке предприятия по добыче и транспортировке природного газа «Надымгазпрома» РАО, ОАО «Газпром» (с 1994 года)
- профессор УГНТУ (с 1993), АНХ при Правительстве РФ (с 1995 года)
- профессор кафедры разработки и эксплуатации газовых и газоконденсатных месторождений в РГУ нефти и газа имени И. М. Губкина (с 2000 года)

## Научная деятельность
Ведет научные изыскания в области технологии разработки крупных и уникальных газовых месторождений, расположенных в неоднородных коллекторах, с учетом ограниченной начальной и постоянно дополняемой текущей информации, открыл закономерную взаимосвязь продуктивности коллектора и палеорельефа структуры и выявил характер связи между геологической, промыслово-геологической и технической подсистемами во времени и пространстве.
Создатель нового комплексного метода интерпретации результатов геолого-геофизических исследований сверхмощных скважин и графического представления всей информации с целью оптимизации процесса эксплуатации уникальных месторождений газа, участвовал в оценке запасов месторождений газа в Западной Сибири и усовершенствовал методы проектирования, анализа и управления разработкой Медвежьего и Уренгойского газовых месторождений для обеспечения ускоренного развития Западно-Сибирского нефтегазового комплекса.
Его работы по созданию геолого-газодинамических моделей газонасыщенного пласта способствовали усовершенствованию методов подсчета начальных запасов газа в сложных неоднородных системах сеномана и позволили создать аппарат оценки систематических и случайных погрешностей при подсчете запасов газа, продолжительности безводной эксплуатации скважин, динамики их выбытия и т. п. Исследовал теоретические и методические основы режима эксплуатации скважин в условиях обводнения слабоцементированных коллекторов сеномана, влияние деформаций в призабойной зоне и наличия в разрезе скважин пластовой воды на технологические режимы их эксплуатации.
Провел анализ состояния экономики нефтегазовых регионов Севера и определил основные тенденции их социально-экономического развития в современных условиях. Проанализировал социально-экономические проблемы функционирования нефтегазового комплекса в экстремальных условиях освоения месторождений, оценил возможности их решения.
В 1994 году — избран академиком РАЕН.
В 2000 году — избран членом-корреспондентом РАН.
В 2016 году — избран академиком РАН.
Под его руководством были защищены 28 кандидатские и 2 докторские диссертации.

### Участие в научных организациях[2]
- член Совета по присуждению премий Правительства РФ в области науки и техники (с 2003 года)
- Член редколлегии журнала «Геология, геофизика, разработка нефтяных и газовых месторождений»
- Член Комитета N 1 «Геология, разработка» Мирового газового союза
- Член экспертного Совета ВАК РФ по проблемам нефти и газа (с 2006), Диссертационного совета в Институте проблем нефти и газа РАН (Москва)

Депутат и член президиума Совета народных депутатов Ямало-Ненецкого автономного округа (1990—1993).

### Избранные работы
- Технология разработки крупных газовых месторождений Западной Сибири. М., 1990. 302 с. (в соавт.)[2];
- Регулирование разработки газовых месторождений Западной Сибири / [А. И. Гриценко, Е. М. Нанивский, О. М. Ермилов, И. С. Немировский]. — М. : Недра, 1991. — 303,[1] с. : ил.; 22 см; ISBN 5-247-02286-6;
- Промыслово-геологическое обеспечение систем добычи газа / [А. И. Гриценко, А. Н. Дмитриевский, О. М. Ермилов и др.]. — М. : Недра, 1992. — 367,[1] с. : ил.; 22 см; ISBN 5-247-03098-2
- Физика пласта, добыча и подземное хранение газа. М, 1996. 540 с. (в соавт.)[2];
- Особенности геологического строения и разработки уникальных залежей газа Крайнего Севера Западной Сибири. Новосибирск, 2004. 141 с. (в соавт.)[2];
- Проблемы устойчивого развития крупного сырьевого моноотраслевого региона на Крайнем Севере. Новосибирск, 2004. 206 с. (в соавт.)[2];
- Стратегия развития нефтегазовых компаний. М.: Наука, 1998[3];
- Методология изучения единой геологической системы нефтегазового комплекса Крайнего Севера Сибири. Амстердам, Голландия // Доклад на междунар. газовом конгрессе. 2001, 5-8 ноября[3];
- Геоэкологический мониторинг по ОАО «Газпром» на Севере Западной Сибири // Доклад на междунар. газовом конгрессе в Амстердаме, 2001, 5-8 ноября[3]

## Награды
- Государственная премия Российской Федерации в области науки и техники (1998) — за цикл трудов «Прогноз, разведка и разработка газовых месторождений крайнего севера Сибири»
- Премия Правительства Российской Федерации (2002) — за разработку стратегии развития газовой промышленности России, создание и внедрение новых технологий добычи газа и конденсата в экстремальных природно-климатических и горно-геологических условиях[4]
- Премия Ленинского комсомола в области науки и техники (1981) — за совершенствование методов проектирования, анализа и управления разработкой Медвежьего и Уренгойского газовых месторождений для обеспечения ускоренного развития ЗСНГК
- Заслуженный деятель науки Российской Федерации (1997)
- Отличник газовой промышленности (1991)